# Сан-Мамес (2013)
«Сан-Мамес» або «Естадіо де Сан Мамес» (ісп. Estadio de San Mamés) — футбольний стадіон у Більбао, Іспанія, домашня арена ФК «Атлетік».
Стадіон побудований та відкритий 2013 року на місці старого однойменного стадіону, побудованого у 1913 році. Будівництво арени розпочалося в 2010 році поблизу старого стадіону «Сан-Мамес». Після відкриття новозбудованого стадіону у 2013 році стару споруду було знесено, а нову добудовано на її місці та доукомплектовано згідно з проєктом.
У 2014 році стадіон обрано одним з місць проведення матчів у рамках Чемпіонату Європи з футболу 2020 року. 2015 року «Сан-Мамес» нагороджений відзнакою «Спортивна споруда року» на Всесвітньому фестивалі архітектури, який відбувся у Сінгапурі. У 2017 році було оголошено, що стадіон прийматиме фінали Європейського кубка виклику з регбі та Кубка європейських чемпіонів з регбі.